# Wedemeyer Rocks
Wedemeyer Rocks är en kulle i Antarktis. Den ligger i Västantarktis. Inget land gör anspråk på området. Toppen på Wedemeyer Rocks är 1 947 meter över havet.
Terrängen runt Wedemeyer Rocks är varierad. Trakten är obefolkad. Det finns inga samhällen i närheten.